# Kobaja
Kobaja (albanisch auch Kobajë, serbisch Кобање Kobanja) ist eine wüste Ortschaft im Südwesten Kosovos, welche zur Gemeinde Prizren gehört.

## Geographie
Kobaja befindet sich rund zehn Kilometer östlich der Grenze zu Albanien und rund drei Kilometer westlich von Prizren. Benachbarte Ortschaften sind östlich Grazhdanik und südlich Muradem. Koabaja liegt am Drin. Die Magjistrale M-25 und die Autostrada R 7 verlaufen etwas südlich der Ortschaft.

## Bevölkerung
| Census    | 1948 | 1953 | 1961 | 1971 | 1981 | 1991 | 2011 |
| --------- | ---- | ---- | ---- | ---- | ---- | ---- | ---- |
| Einwohner | 168  | 188  | 242  | 380  | 562  | 718  | 0    |

Die Volkszählung aus dem Jahr 2011 ergab für Kobaja eine Einwohnerzahl von 0.